# Теймар (эстуарий)
Те́ймар (англ. Tamar River, палава-кани kanamaluka) — эстуарий на севере острова Тасмания, принадлежащего Австралии.
Эстуарий формируется реками Норт-Эск (англ. North Esk River) и Саут-Эск (англ. South Esk River) у города Лонсестон. Длина составляет 70 километров. С морем соединяется близ города Джордж-Таун — здесь Теймар впадает в Бассов пролив.
Название получил по одноимённой реке, протекающей по территории графств Девоншир и Корнуолл, близ английского города Лонсестон.
Собственно говоря, Теймар является не рекой в строгом смысле, а эстуарием, неким промежутком между устьем реки и открытым морем. Вода в Теймаре — солёная по всей её протяжённости и подчинена действию приливов. Часть прибрежной территории реки, с её лагунами и островами, входит в природный резерват Tamar River Conservation Area и охраняется управлением по защите окружающей среды штата Тасмания. Также устье реки является восточной границей национального парка Нараунтапу.
Мост Бэтмана является единственным мостом, соединяющим западный и восточный берега реки Теймар между Лонсестоном и местом её впадения в Бассов пролив.